# Giancarlo Carmona
Giancarlo Carmona Maldonado (Lima, 12 de octubre de 1985) es un futbolista peruano. Juega como lateral derecho y su equipo actual es León de Huánuco que participa en la Copa Perú.

## Trayectoria
Se formó en las divisiones menores de la Academia Deportiva Cantolao. Entre el 2005 y el 2006 jugó por la Universidad San Marcos en la Segunda División del Perú. En el 2007 debutó en primera división en el Alianza Atlético de Sullana. 

### Universitario de Deportes
El 21 de julio del 2008 fue presentado como nuevo jugador de Universitario de Deportes gracias al pedido del entonces entrenador crema Ricardo Gareca. Su primer gol con la crema se dio en un partido frente al Atlético Minero en el Estadio Monumental, el encuentro finalizó 1-1. Formó parte del plantel campeón de Universitario de Deportes en el año 2009, alternando partidos como titular o suplente, todos jugando como lateral o volante por la banda derecha. Jugó la Copa Libertadores 2009 y Copa Libertadores 2010 con un gran nivel lo que le valió ser visto internacionalmente, 

### San Lorenzo
El 22 de diciembre de 2010 luego lograr clasificar con el club merengue a la Copa Sudamericana 2011, se convirtió en el primer refuerzo de San Lorenzo para el año 2011. San Lorenzo pagó 500.000 dólares por el 50% del pase al jugador que aún tenía contrato con Universitario. Fue pedido por el técnico argentino Ramón Díaz. En San Lorenzo tuvo un buen primer semestre, completando un total de 15 partidos y 1 gol en el torneo Clausura. Sus buenas actuaciones en sus primeros partidos con San Lorenzo le valieron la convocatoria a la selección nacional. Apareció una opción para emigrar al fútbol alemán al Werder Bremen donde el director deportivo afirmó el interés. Después de la Copa América 2011, su rendimiento en el club argentino bajó en el segundo semestre (jugó sólo 2 partidos en el Apertura y 1 por la Copa Argentina). Completó en San Lorenzo una campaña de 18 partidos y 1 gol. Además fue dirigido por el turco Omar Andrés Asad y jugó al lado del paraguayo Néstor Ortigoza y también del ídolo del club cuervo Leandro Romagnoli.

### Alianza Lima
Luego de no estar en planes de San Lorenzo, apareció una opción importante de Olimpia de Paraguay para adquirir el préstamo del peruano. sin embargo, no prosperó y el 5 de enero de 2012, el Club Alianza Lima anunció que Carmona jugará por 6 meses con los "blanquiazules", con opción a renovar. Jugó la Copa Libertadores 2012 donde fue eliminado a la primera ronda. A inicios de año apareció la opción de emigrar al Udinese Calcio, sin embargo, todo fue un rumor de un diario italiano.

### Sporting Cristal
Por los problemas económicos de Alianza, Giancarlo Carmona decidió no renovar con ellos y firmó posteriormente por el Club Sporting Cristal.
También tuvo su paso por UTC de Cajamarca (Perú) en la primera división del Fútbol Peruano en 2014 donde todo su equipo salvo la baja.
En el 2015 estuvo a punto de firmar por el Deportivo Municipal, pero a última hora firmó por el Mushuc Runa club en el que compartió la defensa con Christian Cellay ex Estudiantes y Boca Juniors. Cumplió con todas las expectativas siendo habitual titular y pieza fundamental del equipo.
Para el 2018 ficha por FBC Melgar.

## Selección nacional
Ha sido internacional con la Selección de fútbol del Perú en 5 ocasiones. Su debut se produjo el 29 de marzo del 2011, en un encuentro amistoso ante la selección de Ecuador que finalizó con marcador de 0-0.
| \| PJ \| Fecha \| Ciudad \| Oponente \| Resultado \| Competición \| Goles \| \| -- \| ---------- \| --------- \| --------------- \| --------- \| ----------------- \| ----- \| \| 1. \| 29-03-2011 \| La Haya \| Ecuador \| 0–0 \| Amistoso \| 0 \| \| 2. \| 04-06-2011 \| Matsumoto \| República Checa \| 0–0 \| Copa Kirin 2011 \| 0 \| \| 3. \| 08-07-2011 \| Mendoza \| México \| 1–0 \| Copa América 2011 \| 0 \| \| 4. \| 12-07-2011 \| Mendoza \| Chile \| 0–1 \| Copa América 2011 \| 0 \| \| 5. \| 19-07-2011 \| La Plata \| Uruguay \| 0–2 \| Copa América 2011 \| 0 \| |            |           |                 |           |                   |       |
| PJ | Fecha      | Ciudad    | Oponente        | Resultado | Competición       | Goles |
| 1. | 29-03-2011 | La Haya   | Ecuador         | 0–0       | Amistoso          | 0     |
| 2. | 04-06-2011 | Matsumoto | República Checa | 0–0       | Copa Kirin 2011   | 0     |
| 3. | 08-07-2011 | Mendoza   | México          | 1–0       | Copa América 2011 | 0     |
| 4. | 12-07-2011 | Mendoza   | Chile           | 0–1       | Copa América 2011 | 0     |
| 5. | 19-07-2011 | La Plata  | Uruguay         | 0–2       | Copa América 2011 | 0     |

### Participaciones en Copa América
| Copa América      | Sede      | Resultado     | Partidos | Goles |
| ----------------- | --------- | ------------- | -------- | ----- |
| Copa América 2011 | Argentina | Tercer puesto | 3        | 0     |

## Clubes
| Club                              | País      | Año         | PJ | Goles |
| --------------------------------- | --------- | ----------- | -- | ----- |
| Universidad San Marcos            | Perú      | 2005 - 2006 | 0  | 0     |
| Alianza Atlético                  | Perú      | 2007 - 2008 | 30 | 0     |
| Universitario de Deportes         | Perú      | 2008 - 2010 | 85 | 4     |
| San Lorenzo                       | Argentina | 2011        | 18 | 1     |
| Alianza Lima                      | Perú      | 2012        | 20 | 0     |
| Sporting Cristal                  | Perú      | 2012        | 8  | 0     |
| San Lorenzo                       | Argentina | 2013        | 0  | 0     |
| José Gálvez FBC                   | Perú      | 2013        | 16 | 2     |
| Universidad Técnica Cajamarca     | Perú      | 2014        | 40 | 1     |
| Mushuc Runa SC                    | Ecuador   | 2015        | 43 | 2     |
| Ayacucho FC                       | Perú      | 2016        | 36 | 2     |
| Academia Cantolao                 | Perú      | 2017        | 39 | 2     |
| FBC Melgar                        | Perú      | 2018 - 2019 | 80 | 5     |
| Sport Huancayo                    | Perú      | 2020 - 2021 | 47 | 3     |
| Academia Cantolao                 | Perú      | 2022 - 2023 |    |       |
| León de Amarilis                  | Perú      | 2024        |    |       |
| Deportivo Municipal (Tingo María) | Perú      | 2024        |    |       |
| León de Huánuco                   | Perú      | 2025 -      |    |       |

## Palmarés

### Campeonatos nacionales
| Título                 | Club                      | País | Año  |
| ---------------------- | ------------------------- | ---- | ---- |
| Torneo Descentralizado | Universitario de Deportes | Perú | 2009 |
| Torneo Descentralizado | Sporting Cristal          | Perú | 2012 |
| Torneo Clausura        | F. B .C. Melgar           | Perú | 2018 |